# 維森山
47°24′09″N 7°52′54″E / 47.40250°N 7.88167°E

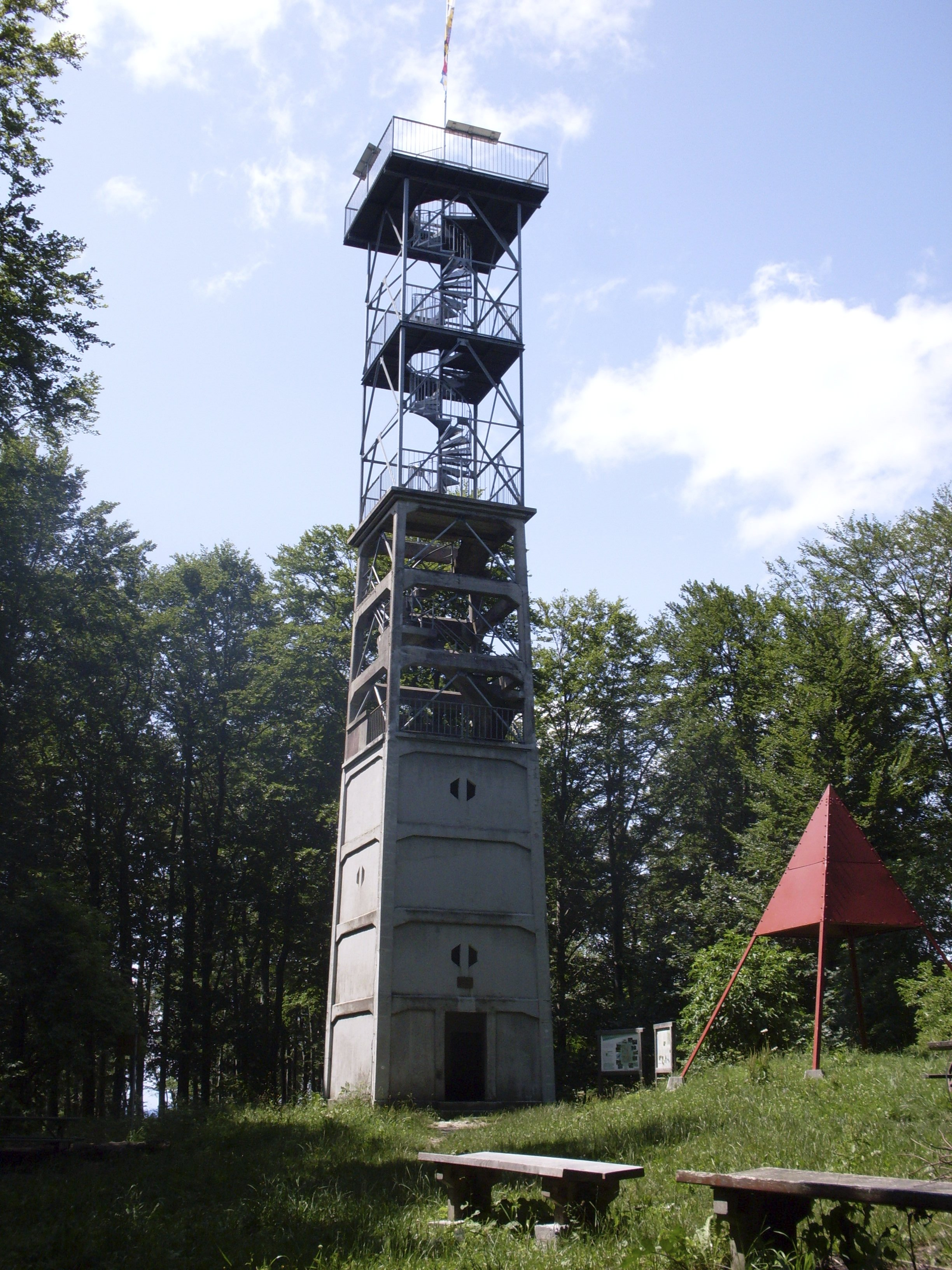

維森山（Wisenberg），是瑞士的山峰，位於該國西北部，由巴澤爾鄉村州負責管轄，屬於汝拉山的一部分，海拔高度1,002米，每年平均降雨量1,742毫米。